# Dicranoloma arfakianum
Dicranoloma arfakianum är en bladmossart som beskrevs av Ferdinand François Gabriel Renauld 1909. Dicranoloma arfakianum ingår i släktet Dicranoloma och familjen Dicranaceae. Inga underarter finns listade i Catalogue of Life.